# Virga
Virga je padavina iz oblakov, ki pa ne doseže tal. 
Če oblačna kaplja postane dovolj velika, da je njena hitrost padanja večja od vzgornika, kaplja zapusti oblak in postane deževna kaplja. Mejna vrednost premera kaplje v pršenju je približno 0,2 mm, tipična oblačna kaplja pa ime premer 2 mm. Deževne kaplje takšne velikosti lahko padajo s hitrostjo do 6,5 m/s. Če je zrak med spodnjim robom oblaka in tlemi zadosti suh, manjše deževne kaplje izhlapijo še preden dosežejo tla.
Ta pojav je mogoče opaziti, ko padavine zapustijo oblak v deževni zavesi, ki se proti tlom oža, dokler povsem ne izgine. Takšna oblačna zavesa se imenuje virga, vidna pa je tudi pri visokih cirusnih oblakih, kjer so padavine v obliki kristalov. Ta pojav je možen le v sloju, kjer hitrost vetra narašča z višino – oblak se premika z močnim vetrom, ledeni kristali pa padajo v plast zraka pod oblakom, v kateri je veter šibkejši.